# Forces Cauris pour un Bénin émergent
Les Forces Cauris pour un Bénin émergent (FCBE) est un parti politique béninois fondé en 2003.
Thomas Boni Yayi, président de la République du Bénin entre 2006 et 2016, était le fondateur et président de ce parti politique.

## Histoire

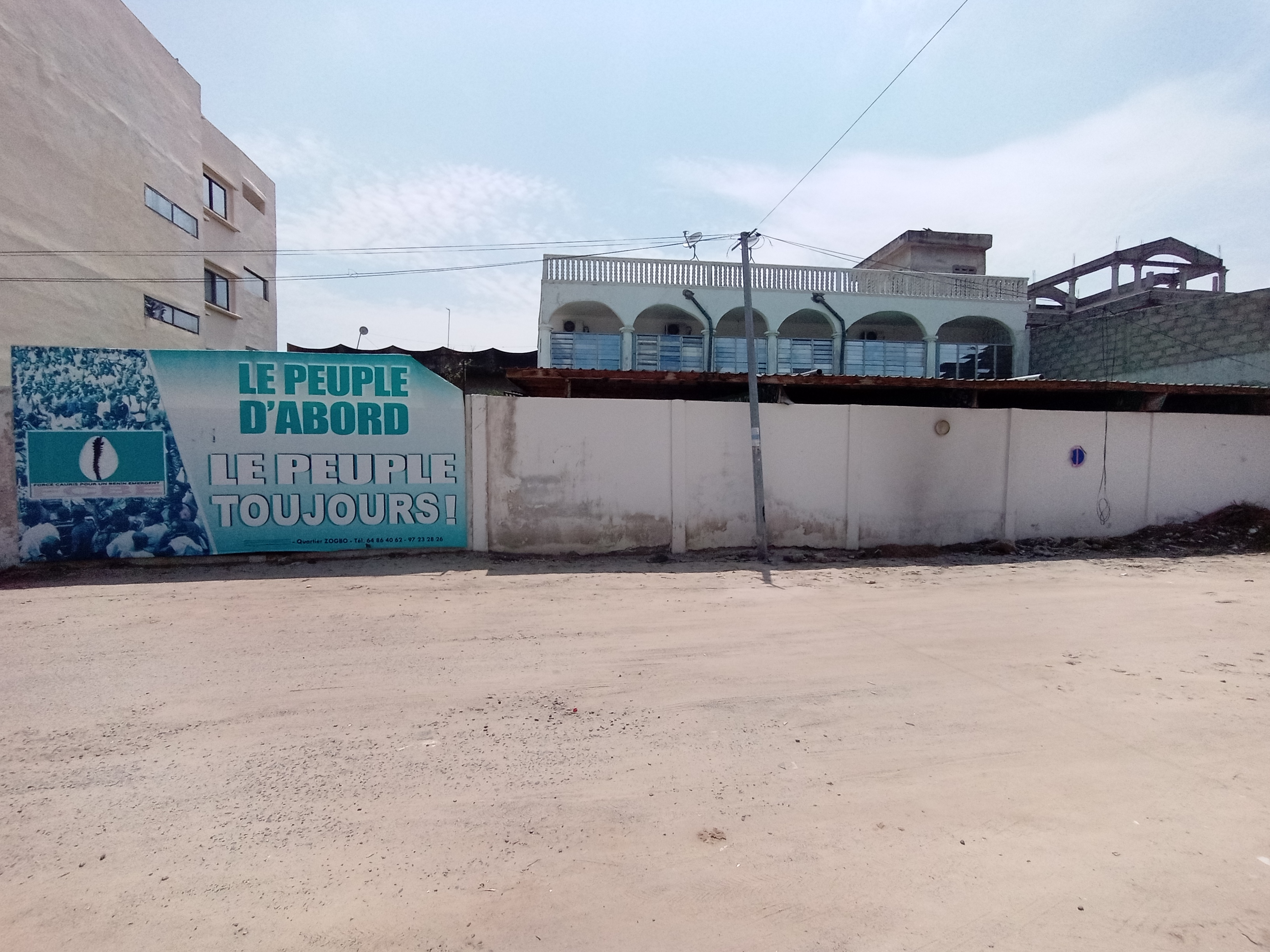
Siège du Parti.

En 2016, Lionel Zinsou est investi pour la présidentielle contre 48 autres prétendants. La désignation de Lionel Zinsou au sein de la mouvance présidentielle pour tenter de succéder à Thomas Boni Yayi n’allait pas de soi. Plusieurs membres du parti au pouvoir ayant trouvé le processus « un peu rapide ».
En mars 2019, le président Patrice Talon, qui avait fait évoluer le code électoral, crée une crise politique en excluant 7 des 9 listes des élections législatives béninoises de 2019 au travers de la Commission électorale nationale autonome. Sur ces 9 listes, 5 font partie de l'opposition, 2 sont de mouvance présidentielle, et 2 sont indirectement dirigés par le parti présidentielle. Seul ces 2 listes, à savoir l’Union progressiste (UP) et le Bloc républicain (BR), peuvent participer aux élections. Le FCBE organise alors plusieurs manifestations pour faire pression sur le gouvernement, mais les discussions conduisent à un échec.
En février 2020, Thomas Boni Yayi, président d'honneur du parti, se retire du FCBE. Il soupçonne plusieurs membres d'être pro-Patrice Talon, opposant de Boni Yayi, et actuel président du Bénin.

## Résultats électoraux

### Élections présidentielles
| Année | Candidat          | Voix      | %     | Voix      | %     | Rang |
| ----- | ----------------- | --------- | ----- | --------- | ----- | ---- |
| 2006  | Thomas Boni Yayi  | 1 074 308 | 35,78 | 1 979 305 | 74,60 | 1re  |
| 2011  | Thomas Boni Yayi  | 1 579 550 | 53,14 | -         | -     | 1er  |
| 2016  | Lionel Zinsou     | 858 080   | 28,43 | 1 076 061 | 34,63 | 2e   |
| 2021  | Alassane Soumanou | 261 096   | 11,36 | -         | -     | 2e   |

### Élections législatives
| Année | Voix               | %                  | Rang               | Sièges             |
| ----- | ------------------ | ------------------ | ------------------ | ------------------ |
| 2007  | -                  | -                  | 1re                | 35 / 83            |
| 2011  | 665 810            | 33,30              | 1re                | 41 / 83            |
| 2015  | 889 362            | 30,19              | 1re                | 33 / 83            |
| 2019  | Ne peut participer | Ne peut participer | Ne peut participer | Ne peut participer |
| 2023  | 109 598            | 4,42               | 3e                 | 0 / 109            |